# María José Ferrada
María José Ferrada Lefenda (Temuco, 1977) es una periodista y escritora chilena, máster en Estudios de Asia y Pacífico por la Universidad de Barcelona. Sus libros infantiles han sido publicados en muchos países y traducidos a catorce idiomas. Ha sido galardonada con numerosos premios literarios de diferentes países.

## Trayectoria

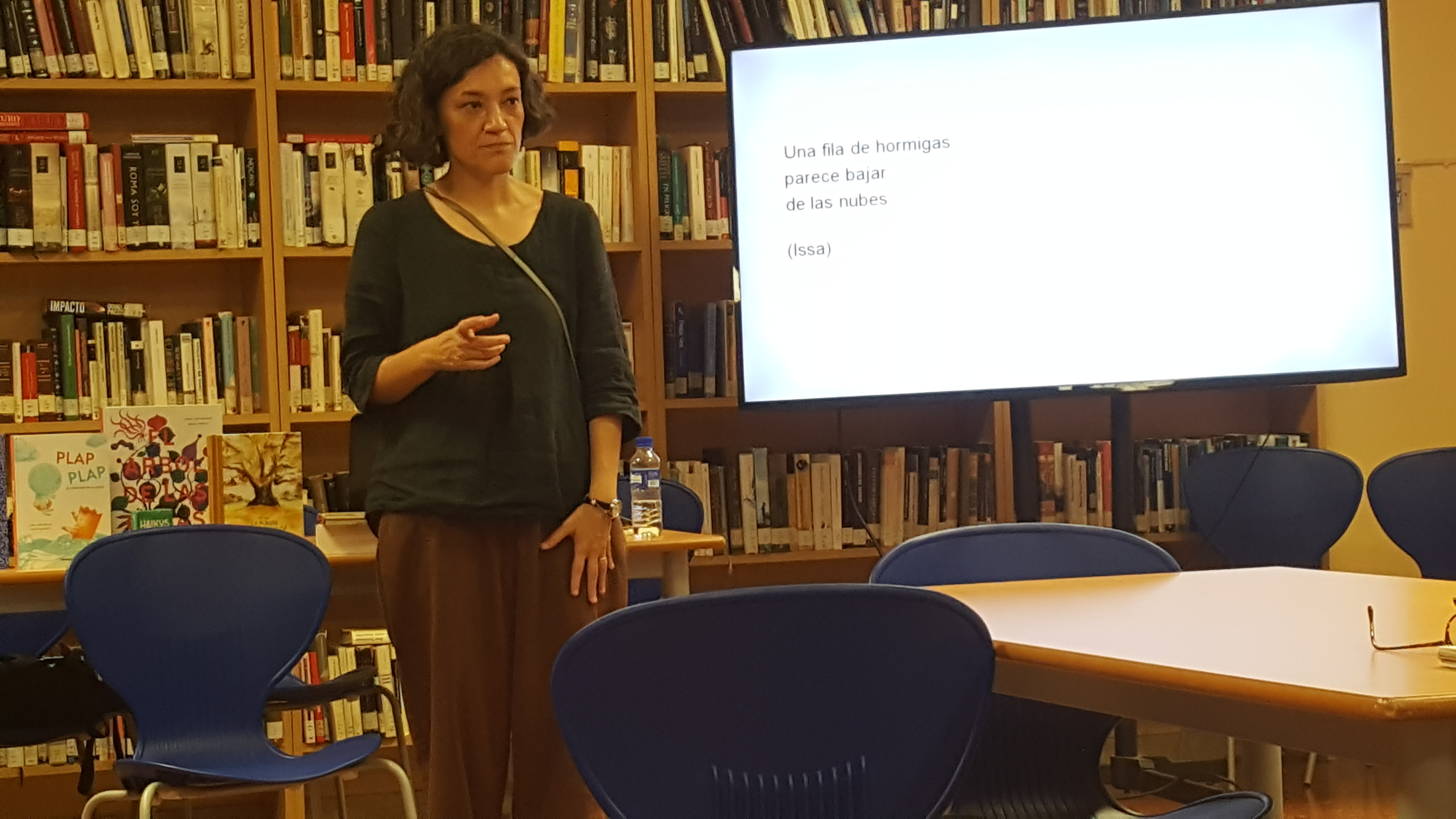
María José Ferrada en Los Llanos, La Palma (2023)

Es periodista de profesión y máster en Estudios de Asia y Pacífico. Autora de una novela para adultos y numerosos libros de literatura infantil y juvenil.
Luego de autoeditar su primer libro 12 historias minúsculas de la tierra, el cielo y el mar (2005), fue publicada por primera vez en España, el año 2010, con su libro Un mundo raro (ilustrado por Nicolai Troshinsky), editado por la editorial infantil y juvenil Kalandraka. Antes de comenzar a publicar en Chile, sus libros fueron mayormente publicados por editoriales españolas: El lenguaje de las cosas (ilustrado por Pep Carrió, El Jinete Azul, España, 2011), El baile diminuto (ilustrado por Soledad Poirot, DasKapital, Chile, 2011/Kalandraka, España, 2012), Animalario (ilustrado por María Hergueta, Oxford University Press, España, 2012). De ahí en adelante, es publicada en diferentes países de Latinoamérica, como Chile, Brasil, Colombia, México y Argentina, además de España, Italia y Japón.
En 2017 publica Kramp (Emecé, Chile), su primera novela para adultos.

## Premios
En 2012 obtuvo la beca de perfeccionamiento del Fondo del Libro y la Lectura (Consejo Nacional de la Cultura y las Artes) para especializarse en fomento lector y elaboración de libros para niños con necesidades especiales. Ese mismo año, fue la ganadora del V Premio Internacional de Poesía para niños y niñas «Ciudad de Orihuela», con su libro El idioma secreto (ilustrado por Zuzanna Celej, Faktoría K, España, 2013). Por unanimidad, el jurado resaltó la «gran calidad literaria [...] armoniosa cadencia [...] dominio de la técnica, las sugerentes imágenes y el conocimiento de la tradición poética».
En 2014 recibió importantes distinciones del ámbito literario. Su obra Niños (ilustrado por Jorge Quien, Grafito Ediciones, 2013), un poemario dedicado a los niños y niñas ejecutados o desaparecidos durante la dictadura en Chile, recibió el Premio Academia, un reconocimiento de la Academia Chilena de la Lengua a la mejor obra literaria publicada en Chile, y el Premio Municipal de Literatura de Santiago en la categoría de literatura juvenil. Niños fue también elegido para representar a Chile en el catálogo internacional de IBBY. El mismo año, con su libro Notas al margen (ilustrado por Francisca Yáñez, Alfaguara Chile, 2013), recibió el Premio Marta Brunet, otorgado por el Consejo Nacional del Libro y la Lectura a la mejor obra de literatura infantil y la Medalla Colibrí de IBBY Chile, premio que distingue cada año las mejores publicaciones de libros infantiles y juveniles.
En 2016 su libro Escondido (ilustrado por Rodrigo Marín Matamoros, Ocho libros, Chile, 2014) recibió el Premio de la Fundación Cuatrogatos, organización estadounidense que premia los mejores libros en castellano para niños y jóvenes, publicados en Iberoamérica y Estados Unidos.
En 2017 su libro Un jardín (ilustrado por Isidro Ferrer, A buen paso, España, 2016) fue galardonado por el Banco del Libro de Venezuela como mejor libro infantil. El mismo año fue también mención honrosa en los Ragazzi Awards de la Feria Internacional del libro infantil y juvenil de Bolonia, su libro Transportarte obtuvo el premio Marta Brunet al mejor libro infantil, categoría primera infancia, y su libro Memorias de Hugo, el chancho de tierra, obtuvo el premio Mejor Publicación Digital, ambos otorgados por el Consejo Nacional del Libro y la Lectura. 
También en el 2017, su novela Kramp, obtuvo el premio Mejor Novela que otorga el Círculo de Críticos de Arte. 
En 2018 recibe el Premio de la Fundación Cuatrogatos, por su libro La tristeza de las cosas (Amanuta, Chile, 2017); La Medalla Colibrí, en categoría "No ficción", por Mi cuaderno de haikus (Amanuta, Chile, 2018), y el Premio de poesía, Oreste Pelagatti, de la ciudad de Tronto, por Il segreto delle cose (Topipittori, Italia, 2017).
También en el 2018 recibe el importante Premio Hispanoamericano de Poesía para Niños, otorgado por la Fundación para las Letras Mexicanas y Fondo de Cultura Económica Archivado el 2 de febrero de 2023 en Wayback Machine., y en categoría novela, el Premio Mejores Obras Literarias, otorgado por el Ministerio de las Culturas, las Artes y el Patrimonio de Chile y el Premio Municipal de Literatura de Santiago.
En 2019, su libro Animal recibe el Premio Nacional de Artes Gráficas de México.
En 2021 obtuvo el Premio a la Edición de la Cámara del Libro de Chile por su libro Había Luz o algo parecido a la luz; el premio White Ravens por su libro en braille El bolso; la Medalla Colibrí de IBBY Chile por Niños, y el Premio Iberoamericano SM de Literatura Infantil y Juvenil, que reconoció su trayectoria. El mismo año fue nominada al premio Memorial Astrid Lindgren. 
En 2022 obtuvo el premio Mejor Novela que otorga el Círculo de Críticos de Arte por El hombre del cartel y el Premio Fundación Cuatrogatos por El Bolso. Y el Cervantes Chico Iberoamericano por su obra literaria.

## Obras

### Literatura infantil y juvenil
- 12 historias minúsculas de la tierra, el cielo y el mar (Autoedición, Chile, 2005)
- Mundo raro (Kalandraka, España, 2010; Libros del Cardo, Chile, 2017)
- El lenguaje de las cosas (El Jinete Azul, España, 2011; Santillana, Chile, 2016; Topipittori, Italia, 2017)
- El baile diminuto (DasKapita, Chile, 2011/Kalandraka, España, 2012)
- Animalario (Oxford University Press, España, 2012)
- Geografía de Máquinas (Pehuén, Chile, 2012/Ojoreja, Argentina, 2013)
- El idioma secreto (Faktoría K, España, 2013)
- Niños (Grafito, Chile, 2013; Castillo, México, 2018; Liberalia, Chile, 2020; Pallas, Brasil, 2020; Eerdmans Books, EE. UU., 2021; Edicola, Italia, 2021)
- Las memorias de Hugo, el Chancho de Tierra (Editorial Patagonia, Chile, 2013; Planeta, Chile, 2020)
- Notas al Margen (Alfaguara, Chile, 2013)
- Escondido (Ocholibros, Chile, 2014/Ozé, Brasil, 2016)
- El día de Manuel (Santillana, Chile, 2014/Lo que leo, Argentina, 2016/Kaisei-sha, Japón, 2017)
- Animalarte (Colección de arte para niños) (Ekaré Sur, Chile, 2015)
- Tienes un vestido blanco (A buen paso, España, 2015)
- El árbol de las cosas (A buen paso, España, 2015; A & A Book Trust, India, 2019)
- ¿Quién es Juan? (Planeta, Chile, 2015/ Planeta, Colombia, 2016)
- Pájaros (Pequeño Editor, Argentina, 2015/Amanuta, Chile, 2016)
- Frutarte (Colección de arte para niños) (Ekaré Sur, Chile, 2016)
- Transportarte (Colección de arte para niños) (Ekaré Sur, Chile, 2016)
- Un jardín (A buen paso, España, 2016)
- Bajo el cerezo en flor (SM, Chile, 2016)
- Otro país (Planeta, Chile, 2016)
- El interior de los colores (Planeta, Chile, 2016/Planeta, México, 2017)
- La infancia de Max Bill (Santillana, Chile, 2016)
- Las visiones fantásticas (Tragaluz, Colombia, 2017)
- La tristeza de las cosas (Amanuta, Chile, 2017)
- Mexique, el nombre del barco (Libros del Zorro Rojo, España, 2017; Alboroto, México, 2017; Clichy Edizioni, Italia, 2019; Eerdmans Books, EE. UU., 2020; Pallas, Brasil, 2020)
- Mi cuaderno de haikus (Amanuta, Chile, 2017)
- Sábados (Ekaré Sur, Chile, 2018)
- Guardianes (Amanuta, Chile, 2018)
- Los derechos de los niños (Planeta, Chile, 2018)
- El viaje de arbóreo (Planeta, Chile, 2018)
- Animal (Alboroto, México, 2018)
- Mi barrio (Alboroto, México, 2018; Pallas, Brasil, 2020)
- Los animales eléctricos (A buen paso, España, 2019)
- ¡Piu! (Liebre, Chile, 2018; Barefoot Books, EE. UU., 2020; Worldlibrary, Japón, 2021)
- Manuel en un día de pic-nic (Kaisei-sha, Japón 2017)
- Un albero, una gatta, un fratello (Topipittori, Italia, 2019)
- El idioma de los animales (A Buen Paso, España, 2019)
- Tea y Camaleón (A Buen Paso, España, 2019)
- Cuando fuiste nube (Fondo de Cultura Económica, México, 2019)
- Un árbol (Parque por la Paz Villa Grimaldi, Chile, 2019)
- El espacio entre la hierba (Alboroto Ediciones, México, 2020)
- Noticias al margen (Alboroto, México, 2020)
- Zum Zum, el viaje de la semilla (A buen paso, España, 2021)
- Casas (Alboroto Ediciones, México 2021; Topipittori, Italia, 2022)
- Espantamiedos (Escrito con tiza, Chile, 2021)
- Pequeña bitácora de la vuelta al mundo (OEI, Chile, 2021)
- Nadadores (Alboroto Ediciones, México, 2021)
- El bolso (Alboroto Ediciones, México, 2021)

### Novelas
- Kramp, Emecé, Chile, 2017 (Edicola, Italia, 2018; Alianza, España, 2019;  Storytel, audio español, 2020; Jensen & Dalgaard, Dinamarca, 2020; Moinhos Editora, Brasil 2020; Tin House, EE. UU., 2021; Berenberg Verlag, Alemania, 2021; Claroscuro, Polonia 2022)
- El hombre del cartel, Alquimia, Santiago de Chile, 2021 (Alianza, España, 2021; Moinhos Editora, Brasil 2022; Berenberg Verlag GmbH, Alemania, 2024; Tin House Books, Estados Unidos, 2022; Edicola Edizioni, Italia, 2022; Jensen & Dalgaard, Dinamarca, 2023)

### Poesía para adultos
- Había luz o algo parecido a la luz (Editorial USACH, Chile, 2020)

### No ficción
- Diario de Japón (Seix Barra, Chile, 2022)